# Cacopsylla limbata
Cacopsylla limbata är en insektsart som först beskrevs av Meyer-dnr 1871.  Cacopsylla limbata ingår i släktet Cacopsylla och familjen rundbladloppor. Inga underarter finns listade i Catalogue of Life.